# G.T.S.V. Voetius
De Gereformeerde Theologen Studentenvereniging 'Voetius' is een theologisch dispuut uit Utrecht. In 2024 werd het 125-jarig bestaan van de vereniging herdacht. Van 2012 tot 2024 vonden de activiteiten plaats in Amsterdam, omdat de PThU toen aan de VU gevestigd was. Inmiddels is de vereniging terug in Utrecht, waar zij haar activiteiten met name organiseert in de Jacobikerk.  

## Karakteristieken
Voetius stelt zich ten doel om zowel de gereformeerde theologie in haar volle breedte en diepte te bestuderen als haar leden praktisch te vormen. Daartoe worden onder andere studiekringen, lezingen en bijbelstudies georganiseerd. Hoogtepunten zijn de preekvergaderingen, waarbij een van de leden een preek houdt en er vervolgens kritiek wordt geleverd door de andere leden en een eindcriticus (een predikant of hoogleraar theologie).

## Symboliek
De naam verwijst naar Gisbertus Voetius. De zinspreuk van de G.T.S.V. Voetius is: "De vreze des Heren is het beginsel der wijsheid" - (Spreuken 1:7a).

## Geschiedenis
Voetius is opgericht op 4 oktober 1899.

## Interne structuur
Het verenigingsbestuur bestond tot 2012 uit vijf leden (praeses, vice-praeses, fiscus, abactis, assessor). Door afname van het aantal leden werd het bestuur in 2012 teruggebracht naar drie leden (praeses, fiscus en abactis). Het huidige bestuur (2025-2026) wordt gevormd door Ferdinand van der Mast (praeses), Marten van Dam (abactis), Matthijn van Felius (fiscus).

## Canticum
Het Canticum is het verenigingslied van Voetius en stamt uit de jaren ’20 van de twintigste eeuw. Het wordt principieel a capella gezongen, als het kan vierstemmig en altijd in het Latijn.
Cantemus Voetiani
Soli Deo Gloria.
Semper sit in vita nostri
Dei verecundia.
Quae principium sapientiae
Est ad aeternitatem.
Profiteamur Dei laudem
Excelsius excelsius!

Consortii defendemus
Christianum principium.
Nos consortii pugnabimus
Contra omnium peccatum
Christi milites sperantes
Constemus in acie
Dei liberes credentes

Constantius, constantius!
Met als Nederlandse vertaling:
Laten we zingen, Voetianen
Alleen aan God zij eer.
Laat voor altijd in ons leven
De vreze van God zijn
Dit beginsel van de wijsheid
Is er tot in eeuwigheid
Laten we God lof toebrengen,
Hoger en hoger!

Dispuutsgenoten, laten we
het christelijke beginsel verdedigen
Wij, dispuutsgenoten, zullen
tegen ieders zonden strijden
Soldaten van Christus, die op Hem hopen
Laten we vast blijven staan in de slaglinie,
Kinderen van God, die in Hem geloven,
Standvastiger en standvastiger!
Trouwt er een Voetiaan(se), dan worden op het bruiloftsfeest ten aanhoren van alle genodigden door het zittende bestuur de Latijnse tekst en de Nederlandse vertaling overhoord.

## Bekende oud-leden
Onder de oud-leden van G.T.S.V. Voetius bevinden zich ook bekende theologen. Enkelen van hen zijn:
- H.G. Abma
- A. Van de Beek
- G. Van den Brink
- W. Dekker
- W.M. Dekker
- J.T. Doornenbal
- J. Van Genderen
- C. Graafland
- J. Hoek
- F.G. Immink
- I. Kievit
- L. Kievit
- A.G. Knevel
- A. Noordegraaf
- A.J. Plaisier
- B. Plaisier
- R. De Reuver
- P.L.R. Van der Spoel
- A.F. Troost
- W. Verboom
- H. Vreekamp

F.Q.I. (Kampen) · P.F.S.A.R. (Apeldoorn) · Synopsis (Leiden) · Themelios (Utrecht) · To the Point (Kampen) · TSU (Utrecht) · Voetius (Utrecht)